# Mimoleprodera granulosa
Mimoleprodera granulosa là một loài bọ cánh cứng trong họ Cerambycidae.